# Афуно
Афуно (фр. Afouno) — деревня в Чаде, расположенная на территории региона Канем.

## География
Деревня находится в западной части Чада, к северо-востоку от города Мао, на высоте 342 метров над уровнем моря. Афуно расположена на расстоянии приблизительно 238 километров к северо-северо-востоку от столицы страны Нджамены. Ближайшие населённые пункты: Ваджиги, Кульво, Фире, Фафальджи, Корофи, Фускай, Торфе.
Климат деревни характеризуется как аридный жаркий (BWh в классификации климатов Кёппена).

## Транспорт
Ближайший аэропорт расположен в городе Мао.